# VB Addu FC
Der VB Sports Club ist ein Verein aus Malé, Malediven, welcher 1987 als Club Lagoons gegründet wurde. Aktuell spielt die Herren-Fußballmannschaft in der höchsten Liga des Landes, der Dhivehi League. Seine Heimspiele trägt der Verein im Galolhu Stadion aus. Der Verein gewann bisher 2-mal die Nationalen Meisterschaften und 5-mal den nationalen FA-Pokal. Aufgrund zahlreicher wechselnder Eigentümerverhältnisse, änderte sich der Vereinsname mehrmals. Seit 2006 nennt sich der Verein VB Sports Club. Durch den Gewinn des FA-Pokals 2008 qualifizierte sich der Verein für die Teilnahme am AFC Cup 2009.

## Vereinserfolge

### National
- Maldives Nationale Meisterschaft (Presidents Cup)

Gewinner 1989, 1996, 2010
- Maldives FA Cup

Gewinner 1990, 1992, 2002, 2003, 2008